# Експедиційна медаль Корпусу морської піхоти (США)
Експедиційна медаль Корпусу морської піхоти США (англ. Marine Corps Expeditionary Medal) — військова нагорода, відомча медаль Корпусу морської піхоти США для заохочення офіцерського, сержантського та рядового складу морської піхоти країни, які безпосередньо брали участь у висадці морського десанту на ворожу територію та таких, що брали участь у військових діях проти противника у воєнний та мирний час, або брали участь у діях, які визнаються такими, що заслуговують на особливе визнання учасників, що не були нагороджені за цю кампанію чи бій якось іншою нагородою. Нагорода була заснована 8 травня 1919 року спочатку, як почесна нашивка, а з 1 березня 1921 року Указом Президента Воррена Гардінга №° 3524 — як повноцінна медаль.

## Опис

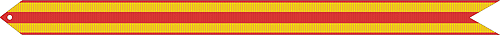
Почесна стрічка Експедиційної медалі на Бойовий Прапор формування

Медаль була заснована наказом по Корпусу морської піхоти No. 33 від 8 травня 1919 року, як почесна нашивка, а 28 липня 1921 року указом Президента США В Гардінга No. 3524 авторизована, як медаль. 1 березня 1929 року розпорядчим наказом Коменданта Корпусу морської піхоти нагорода No. 20 положення про медаль вступило в силу, як відомча нагорода за експедиційні операції.
Дизайн медалі був розроблений американським художником Волкером Генкоком (англ. Walker Hancock) (1901—1998), проект стрічки майором С. В. Боганом (англ. S.W. Bogan). На лицевій сторони нагороди зображений озброєний гвинтівкою морський піхотинець у повному бойовому спорядженні 1920-х років, що атакує, пробиваючись крізь морські хвилі. У верхній частині медалі надпис «Експедиційна висадка» (англ. Expeditions). На тильній стороні військової нагороди символ Сполучених Штатів — орлан білоголовий, що сидить на морському якорі, з головою повернутою вліво. Орел кігтями охоплює гілочки лавра, які звивають у верхній частині якоря в обох напрямках. На горі напис Корпус морської піхоти США (англ. UNITED STATES MARINE CORPS); над лавром — «За службу» (англ. FOR SERVICE).

## Нагородження Експедиційною медаллю Корпусу морської піхоти
Медаллю нагороджуються виключно офіцери, сержанти та солдати морської піхоти Сполучених Штатів. Медаль вручається один раз, повторне нагородження за експедиційні висадки позначається бронзовими службовими зірками, що носяться на стрічці. Для тих, хто брав участь у п'яти висадках десанту на стрічку кріпиться срібна зірка. Позначка острову Вейк (англ. Wake Island Device) є виключною відзнакою для заохочення тих, хто брав участь в обороні острову за часів Другої світової війни.
Частка кавалерів нагороди отримала її за свої дії під час таємних операцій уряду США, до яких залучалися військово-морські сили.

## Військові операції, за які нагороджують
Експедиційна медаль Корпусу морської піхоти вручалася за участь американських морських піхотинців у певних військових операціях:
| Регіон (країна) дій                                                    | Термін                              |
| Гаваї (Гонолулу)                                                       | 12 — 20 лютого 1874                 |
| Єгипет (Александрія)                                                   | 10 червня — 29 серпня 1882          |
| Колумбія (Штат Панама)                                                 | 31 березня — 22 травня 1885         |
| Корея (Сеул)                                                           | 19 — 30 червня 1888                 |
| Самоа (Апіа)                                                           | 13 листопада 1888 — 20 березня 1889 |
| Гаваї (Гонолулу)                                                       | 30 — 31 липня 1890                  |
| Аргентина (Буенос-Айрес)                                               | 30 липня 1890                       |
| Гаїті                                                                  | 2 травня — 30 серпня 1891           |
| Чилі (Вальпараїсо)                                                     | 28 — 30 серпня 1891                 |
| Гаваї (Гонолулу)                                                       | 16 січня — 1 квітня 1893            |
| Нікарагуа (Блуфілдс)                                                   | 6 липня — 6 серпня 1894             |
| Корея (Сеул)                                                           | 24 липня 1894 — 3 квітня 1896       |
| Китай (Тяньцзінь)                                                      | 4 грудня 1894 — 16 травня 1895      |
| Корея (Чіфу)                                                           | 1 — 18 березня 1895                 |
| Колумбія (Бокас-дель-Торо)                                             | 8 — 9 березня 1895                  |
| Нікарагуа (Коринто)                                                    | 2 — 4 травня 1896                   |
| Нікарагуа (Сан-Хуан-дель-Сур)                                          | 7 — 8 лютого 1898                   |
| Китай (Пекін/Тяньцзінь)                                                | 4 листопада 1898 — 13 березня 1899  |
| Нікарагуа (Блуфілдс)                                                   | 24 — 28 лютого 1899                 |
| Самоа (Апіа)                                                           | березень — травень 1899             |
| Колумбія (Штат Панама)                                                 | 11 листопада — 4 грудня 1901        |
| Колумбія (Бокас-дель-Торо)                                             | 17 — 19 квітня 1902                 |
| Панама (Панамський перешийок)                                          | 18 — 22 вересня 1902                |
| Панама (Панама/Колон)                                                  | 23 вересня — 18 листопада 1902      |
| Гондурас (Трухільйо/Ла-Сейба/Пуерто-Кортес)                            | 21 березня — 16 квітня 1903         |
| Домініканська Республіка (Санто-Домінго)                               | 1 — 19 квітня 1903                  |
| Сирія (Бейрут)                                                         | 8 — 13 вересня 1903                 |
| Сирія (Бейрут)                                                         | 10 — 17 жовтня 1903                 |
| Панама                                                                 | 4 листопада 1903 — 26 лютого 1904   |
| Абісинія                                                               | 21 листопада 1903 — 18 січня 1904   |
| Панама (Портобело)                                                     | 31 грудня 1903                      |
| Домініканська Республіка (Санто-Домінго/Сан-Педро-де-Макоріс)          | січень — 27 лютого 1904             |
| Корея (Охорона американської дипломатичної місії)                      | 5 січня 1904 — 11 листопада 1905    |
| Російська імперія (Санкт-Петербург, охорона американського посольства) | грудень 1905 — 1 січня 1907         |
| Гондурас (Лагуна де Тукамайя, Чолома)                                  | 28 квітня — 8 червня 1907           |
| Нікарагуа (Блуфілдс)                                                   | 20 грудня 1909 — 15 березня 1910    |
| Нікарагуа (Коринто)                                                    | 30 травня — 4 вересня 1910          |
| Китай (Пекін, охорона американської дипломатичної місії)               | 10 жовтня 1911 — 19 січня 1914      |
| Китай (Пекін/Шанхай)                                                   | 10 жовтня 1911 — 19 січня 1914      |
| Куба (Гуантанамо)                                                      | 28 травня — 5 серпня 1912           |
| Нікарагуа (Манагуа, охорона американської дипломатичної місії)         | 15 листопада 1912 — 5 квітня 1917   |
| Гаїті (Порт-о-Пренс)                                                   | 26 січня — 10 лютого 1914           |
| Гаїті (Гонаїв)                                                         | 1 — 3 лютого 1914                   |
| Гаїті (Кап-Аїтьєн)                                                     | 18 жовтня — 7 листопада 1914        |
| Домініканська Республіка                                               | 15 серпня — 17 грудня 1914          |
| Гаїті                                                                  | 15 серпня — 17 грудня 1914          |
| Гаїті                                                                  | 7 грудня 1915 — 5 квітня 1917       |
| Домініканська Республіка                                               | 5 грудня 1916 — 5 квітня 1917       |
| Гаїті                                                                  | 12 листопада 1918 — 31 березня 1919 |
| Домініканська Республіка                                               | 12 листопада 1918 — вересень 1924   |
| Нікарагуа (Манагуа, охорона американської дипломатичної місії)         | 12 листопада 1918 — 3 серпня 1925   |
| Росія (Руський острів)                                                 | 31 березня 1920 — 19 листопада 1922 |
| Гаїті                                                                  | 16 червня 1920 — 25 листопада 1924  |
| Туреччина (Ізмір)                                                      | 28 червня — 3 липня 1921            |
| Туреччина (Смирна)                                                     | 7 вересня — 18 жовтня 1922          |
| Гондурас (Тела/Ла-Сейба/Пуерто-Кортес/Тегусігальпа)                    | 28 лютого — 13 березня 1924         |
| Гондурас (Тела/Ла-Сейба/Пуерто-Кортес/Тегусігальпа)                    | 18 березня — 30 квітня 1924         |
| Китай (Пекін, охорона американської дипломатичної місії)               | 9 вересня 1924 — 1 березня 1925     |
| Китай (Шанхай)                                                         | 15 січня — 31 серпня 1925           |
| Китай (Учжоу)                                                          | 3 квітня 1926                       |
| Нікарагуа (Блуфілдс)                                                   | 7 травня — 4 червня 1926            |
| Китай (Гуанчжоу)                                                       | грудень 1927                        |
| Конвоювання транспортних суден SS Mei Lu та SS I'Ping                  | 22 квітня — 15 травня 1928          |
| Гаїті                                                                  | 4 грудня 1929 — 5 серпня 1931       |
| Китай (Шанхай)                                                         | 9 — 24 вересня 1934                 |
| Інцидент з USS Panay                                                   | 12 грудня 1937                      |
| острів Вейк (Битва за острів Вейк)                                     | 7 — 22 грудня 1941                  |
| Куба                                                                   | 3 січня 1961 — 23 жовтня 1962       |
| Таїланд                                                                | 16 травня — 10 серпня 1962          |
| Індійський океан/Іран/Ємен                                             | 8 грудня 1978 — 6 червня 1979       |
| Іран/Індійський океан                                                  | 29 листопада 1979 — 20 жовтня 1981  |
| Ліван                                                                  | 20 серпня 1982 — 31 травня 1983     |
| Лівія                                                                  | 20 січня — 27 червня 1986           |
| Перська затока                                                         | 1 лютого 1987 — 23 липня 1988       |
| Лівія (Операція «Шарп Ейдж»)                                           | 5 серпня 1990 — 21 лютого 1991      |
| Руанда (Операція «Дістант Раннер»)                                     | 7 — 18 квітня 1994                  |
| Теракт проти американського есмінця USS «Коул»                         | 12 жовтня 2000 — 15 грудня 2002     |